# Trat (província)
Trat (tailandês: ตราด) é uma província da Tailândia. Sua capital é a cidade de Trat.

## Distritos
A província está subdividida em 5 distritos (amphoes) e 2 distritos menores (king Amphoes). Os distritos estão por sua vez divididos em 38 comunas (tambons) e estas em 254 povoados (moobans). Os números faltantes abaixo são os distritos que formaram a província de Amnat Charoen em 1993.
| Amphoe                                      |                        | King Amphoe           |
| ------------------------------------------- | ---------------------- | --------------------- |
| 1. Mueang Trat 2. Khlong Yai 3. Khao Saming | 1. Bo Rai 2. Laem Ngop | 1. Ko Kut 2. Ko Chang |

|  |